# Падалка Лев Васильович
Па́далка Лев Васи́льович (*18 лютого 1859, с. Чорнухи Лохвицького повіту Полтавської губернії Російська імперія — †1 травня 1927, Полтава, СРСР) — український статистик, історик, археолог, етнограф, краєзнавець, громадський діяч.

## Життєпис
Народився у родині священика. Освіту здобував у Лубенському духовному училищі (1869—1875) і Полтавській духовній семінарії (1875—1879). При Першій Полтавській гімназії склав екстерном екзамени на атестат зрілості і вступив до Київського університету святого Володимира на історико — філологічний факультет. Студентом брав участь у роботі Історичного товариства Нестора-літописця.
1884 року захистив кандидатську дисертацію.
Після закінчення університету працював у Полтавському і Херсонському земствах, Харківській міській і Полтавській губернській управах, Полтавській вченій архівній комісії.
Був одним із засновників крайових громадських організацій Полтавщини і Херсонщини: губернського осередку Товариства українських поступовців, Українського наукового товариства дослідження й охорони пам'яток старовини та мистецтва на Полтавщині, Полтавського церковного історико-археологічного комітету.
1893 року молодий статистик був заарештований і залишив роботу у Херсоні. Попрацювавши небагато часу в Харківській міській управі переходить до Полтавського земства, але по 4 роках праці був висланий за межі Полтавщини, хоча незабаром повернувся і продовжував плідно працювати.
У подальшому знаходився під наглядом поліції за українофільські настрої і краєзнавчу діяльність.
Був одним із ініціаторів створення і активним співробітником Полтавської губернської вченої архівної комісії, що видавала у Полтаві протягом 1905—1917 рр. «рос. Труды Полтавской ученой архивной комиссии» (15 випусків). Членами комісії були В. О. Бучневич, В. І. Василенко, І. А. Зарецький, О. Ф. Мальцев, І. Т. Милорадович, В. Л. Модзалевський, І. Ф. Павловський, В. О. Щепотьєв та інші. У завдання комісії входило виявлення, концентрація та впорядкування документальних матеріалів, що становили наукову цінність. У науковому відношенні вона підлягала Петербурзькому археологічному інституту, в адміністративному — полтавському губернатору. Спеціальних асигнувань комісія не мала й утримувалася на кошти, що надходили від членських внесків та пожертв приватних осіб — аматорів старожитностей. Серед її членів були ентузіасти-меценати, зокрема, полтавський міський голова В. П. Трегубов, член губернського присутствія М. В. Биков (племінник М. В. Гоголя і зять О. О. Пушкіна — сина О. С. Пушкіна); колишній службовець селянського банку етнограф В. І. Василенко, письменник В. П. Горленко. Згодом дійсними членами комісії стали В. І. Трипольський, полтавський художник-фотограф Й. Ц. Хмелевський, колишній викладач полтавської другої чоловічої гімназії М. Г. Астряб, історик-архівіст В. О. Барвінський (Харків), археолог і етнограф К. М. Скаржинська (Лубенський повіт), історик права М. П. Василенко (Київ), засновник Миргородського курорту І. А. Зубковський (Миргород), викладачі І. О. Неутрієвський (Новгород-Сіверський), С. В. Рклицький (Кременчук), С. Д. Щербак (Москва) та інші. Серед почесних членів комісії були відомі вчені: Д. І. Багалій, О. Я. Єфименко, В. С. Іконников, О. І. Левицький, М. І. Петров, М. Ф. Сумцов, Д. І. Яворницький.
Листувався із Б. Д. Грінченком, О. М. Лазаревським.
Лев Падалка належав до активних членів Полтавської Громади. Був одним із фундаторів Полтавського церковного історико-археологічного комітету, одним із ініціаторів створення в Полтаві краєзнавчого музею.

## Наукова діяльність
У науковій творчості об'єднував громадські вподобання й інтерес до давнього минулого України і Полтавщини. Автор багатьох статистичних і етнографічних досліджень та історичних праць. Всього історії полтавської землі присвячено понад 70 історичних розвідок Л. Падалки, які друкувалися в журналах: «Кіевская старина», «Хуторянинъ», «Археологическая летопись Южной России», «Рідний край», в земських збірниках і газетах Полтави і Херсону. Зібраний у них фактичний матеріал не втратив значення досьогодні.
Уклав «Російсько-український діловодний словник» (1917; вид. 2 — 1918). У 20-х роках брав участь у створенні експозиції Центрального крайового музею Полтавщини ім. В. Г. Короленка. Входив до редколегії часопису «Рідний край». Ще на початку ХХ ст. в умовах жорстокого гоніння всього українського він відстоював право рідного народу на автономію, на рідну мову і культуру.

## Праці
- (рос.)«Происхождение запорожского казачества» (1884).
- (рос.)Падалка Л. Была ли на острове Томаковка Запорожская Сечь? // Кіевская старина, 1893. Май. — С.245.
- (рос.)«К вопросу о существовании Запорожской Сечи в первые часы запорожского казачества» (1894)
- (рос.)По вопросу о времени основания города Полтавы (в связи с летописным известием о походе Игоря, князя Новгород-Северского за реку Ворсклу в 1174 году) / Л. В. Падалка // Чтения в Историческом Обществе Нестора-летописца. — К.: Тип. Г. Т. Корчак-Новицкого, 1896. — Кн. 10 / [ред. В. З. Завитневич]. — Отд. ІІ. — С.15–33.
- (рос.)Земли Полтавской губернии. Роменский уезд (1904).
- (рос.)К карте Боплана о заселении Полтавской территории во второй четверти XVII века / Лев Падалка. — Полтава: Т-во Печатного Дела (Типография быв. И. А. Дохман), 1914. — 3 с.: ил.;
- (рос.)Падалка Л. В. Боплан об Украине // ДАК. — Ф. 16, оп. 471 — Спр. 389.
- (рос.)Прошлое Полтавской территории и ея заселение: Исследование и материалы с картами / Л. В. Падалка. — Полтава: Т-во Печатного Дела (Типография быв. И. А. Дохман), 1914. — 240 с.
- (рос.)«Карта казацких полков на Полтавской территории» (1914).
- (рос.)«К истории Полтавской епархии» (1916).
- Російсько-український діловодний словник (1917).
- Падалка Л. По вопросу о времени основания города Полтавы / Л. Падалка. — К. : Тип. Корчак-Новицкого, 1895. — 21 с. [Архівовано 19 вересня 2020 у Wayback Machine.]
- Падалка Л. В. Карта территориального разграничения Полтавской губернии в масштабах местных изучений: с прил. табл. и пояснит. текста / Л. В. Падалка. — Полтава: Изд. Полтав. Ученой Архив. Комис., 1914. — 48 с. [Архівовано 18 вересня 2020 у Wayback Machine.]